# San Casciano dei Bagni
San Casciano dei Bagni è un comune italiano di 1 425 abitanti della provincia di Siena in Toscana.
Fa parte del circuito dei borghi più belli d'Italia e si fregia del marchio di qualità turistico-ambientale Bandiera arancione conferito dal Touring Club Italiano.

## Geografia fisica
San Casciano dei Bagni sorge su un colle alto 582 m s.l.m. a breve distanza dalla Val d'Orcia, dalla Valdichiana e dalla cima del Monte Amiata, al limite sud-orientale della provincia di Siena.
Molto vicini sono anche i bacini lacustri del Trasimeno e di Bolsena, situati però al di fuori dei confini regionali (rispettivamente in Umbria e nel Lazio).
Si trova al confine con altre due regioni: il Lazio (provincia di Viterbo) e l'Umbria (provincia di Perugia e provincia di Terni).
I confini all'interno della sua provincia di appartenenza sono costituiti dai comuni di Piancastagnaio a sud-ovest, Abbadia San Salvatore e Radicofani a nord-ovest, Sarteano a nord e Cetona a nord-est.

### Territorio
- Classificazione sismica: zona 2 (sismicità medio-alta), Ordinanza PCM 3274 del 20/03/2003
- Classificazione climatica: zona E, 2333 GR/G
- Diffusività atmosferica: alta, Ibimet CNR 2002

## Storia
La nascita e lo sviluppo di San Casciano dei Bagni sono legati essenzialmente alla presenza delle acque termali: 42 sorgenti ad una temperatura media di 40 °C con una portata complessiva di circa 5,5 milioni di litri di acqua al giorno, dato che colloca San Casciano al terzo posto in Europa per portata di acqua termale.
La tradizione, riportata anche dal fiorentino Domenico Maria Manni, a cavallo tra il XVII e XVIII secolo, vuole che sia stato il Lucumone etrusco di Chiusi Porsenna a fondare i "Bagni Chiusini", apprezzati e frequentati anche dai Romani, vuoi per l'efficacia delle acque, vuoi per la vicinanza alla stessa Roma ed alla Via Cassia. Tra gli illustri frequentatori dell'epoca romana si ricordano l'imperatore Ottaviano Augusto, secondo quanto si apprende dalle opere di Orazio ed altri scrittori classici, e Triaria, la moglie dell'imperatore Vitellio.
A riprova dell'importanza del luogo in antichità nel 2022 è stato riportato alla luce un gruppo di bronzi etruschi e romani, che confermano la frequentazione dei bagni in antichità.
La vitalità di questo centro è testimoniata anche dalla precoce penetrazione del Cristianesimo e già nel IV-V secolo esisteva in San Casciano una pieve intitolata a S. Maria "ad Balneo".
In epoca medievale, le lotte fra longobardi e bizantini, contribuirono al drastico ridimensionamento urbanistico e demografico di San Casciano. Si ridussero di un quinto le famiglie sancascianesi e scomparve il suburbium, il quartiere ricordato in un antico documento rinvenuto nel XVI secolo.
Il Medioevo vide San Casciano sottoposto al dominio feudale dei Visconti di Campiglia, ed ai diritti esercitati dall'abbazia di San Salvatore, una delle più potenti della Toscana del tempo, e dall'antica diocesi di Chiusi. In questo periodo si hanno le prime notizie scritte: donazione del marchese Ugo di Toscana all'abbazia di San Salvatore della "Curtis de Bagno" (995), confermata dagli imperatori Ottone III ed Enrico II; altre notizie relative alla pieve di Santa Maria datano 1014, 1020, 1067 e 1075; nel 1191 la pieve è menzionata in una Bolla del pontefice Celestino III; nel 1226 Federico II conferma ai Visconti di Campiglia il possesso dei castelli di San Casciano e Fighine.
Il Duecento è il secolo della ripresa generale del termalismo e con esso rinasce anche San Casciano, grazie anche alla vicinanza della Via Francigena, confusa spesso con la Via Cassia, l'importante arteria europea nata per il pellegrinaggio da Santiago di Compostela, Roma e Gerusalemme. Da ricordare in questo periodo la disavventura dell'abate di Cluny, rapito da Ghino di Tacco mentre veniva a San Casciano per curare il mal di fegato e stomaco così come ricordato dal Boccaccio, nella II novella del X giorno del Decameron.
I visconti di Campiglia, signori anche di San Casciano, si trovarono ben presto stretti fra le mire espansionistiche di Siena ed Orvieto e, non potendo contrastare la supremazia militare e politica dei due Comuni, erano costretti a schierarsi ora con l'uno, ora con l'altro, a seconda dei momenti e delle necessità.
In un primo periodo si schierarono dalla parte senese divenendo accesi sostenitori dei ghibellini, ed ottenendo da Federico Barbarossa il privilegio della protezione imperiale. Dal 1215 si schierarono dalla parte guelfa e quindi di Orvieto, con importanti contatti con Firenze. La nuova alleanza coinvolse i sancascianesi nella sanguinosa sconfitta di Montaperti (4 settembre 1260). L'indebolimento della casata feudale dei Visconti portò intorno alla prima metà del XIV secolo alla divisione della famiglia in due rami: uno "senese" residente a Campiglia d'Orcia ed uno "orvietano" a San Casciano, legato al ramo della Cervara della famiglia Monaldeschi di Orvieto, con la quale condivise gli esiti della lunga guerra civile orvietana combattuta contro i Monaldeschi della Vipera. Monaldo Visconti, l'ultimo signore di San Casciano, ottenne importanti successi militari con le truppe sancascianesi ai danni dei partigiani della famiglia dei Monaldeschi della Vipera nei territori settentrionali dello stato orvietano, tanto da essere nominato Podestà di Firenze nel 1389. Nonostante la vicinanza con Orvieto e Firenze fu proprio Monaldo a sancire il riavvicinamento a Siena, dapprima con gli accordi del 1383 e 1386 e poi con la definitiva sottomissione il 15 giugno 1412. Quando suo figlio Giovanni rinunciò a tutti i diritti che la sua famiglia vantava su San Casciano e Fighine, i Visconti uscirono per sempre dalla storia sancascianese.
Dopo il saccheggio del 1495 da parte delle truppe di Vitellozzo Vitelli, San Casciano si trovò coinvolto nelle continue guerre che in particolar modo devastarono tutta la zona del confine meridionale dello Stato senese, al culmine delle quali si ebbe la conquista di Siena (1555) da parte di Cosimo I de' Medici, Duca di Firenze. Per quattro anni si protrasse la resistenza degli esuli senesi della Repubblica di Siena riparata in Montalcino, con i quali era schierato anche San Casciano. Con la Pace di Cateau-Cambrésis si determinò anche la fine dell'indipendenza senese e Cosimo de' Medici poté fondare il Granducato di Toscana.
Nella nuova organizzazione statale San Casciano poteva contare sull'appoggio e la protezione di Aurelio Manni, uno dei più fidati collaboratori del Granduca.
Cessate le turbolenze belliche della prima metà del Cinquecento, si registrò la rapida ripresa delle terme sancascianesi, dove fino a tutto il XVIII secolo affluiva gente da tutta Italia e Europa: principi, nobili, ambasciatori, cardinali, vescovi e persone comuni si affidavano alle sorgenti per curare le più disparate malattie. A sottolineare l'importanza raggiunta dalle terme, il Granduca Ferdinando I de' Medici fece realizzare, nel 1607, un Portico sul luogo dove affiora la sorgente della Ficoncella. Anche Mattias, fratello del Granduca Ferdinando II de' Medici, fu un assiduo frequentatore delle acque sancascianesi.
Il Granduca Pietro Leopoldo I d'Asburgo Lorena visitò San Casciano il 24 ottobre 1769, rimanendo colpito dalla quantità e dal calore delle acque termali e destinando fondi per la costruzione della nuova strada di collegamento con la Strada Romana (ex via Francigena e attuale Cassia). Nel 1777 riunì le comunità di Celle sul Rigo, Fighine, Camporsevoli e Piazze a San Casciano (le ultime due verranno poi poste sotto Cetona).
Il mancato adeguamento ai nuovi standard che dal XIX secolo erano richiesti alle stazioni termali portò San Casciano ad una progressiva decadenza e ad un ruolo secondario rispetto alle vicine cittadine termali. Dopo un tentativo di rilancio negli anni trenta del XX secolo, le terme sancascianesi hanno ritrovato il loro ruolo primario agli inizi di questo secolo con la realizzazione di un complesso termale e alberghiero.

### Simboli
Lo stemma comunale è stato riconosciuto con decreto del capo del governo n. 61 del 21 gennaio 1929.
Lo stemma raffigura in modo naturalistico la caratteristica peculiare dei bagni termali.
Il gonfalone è un drappo di azzurro.

## Monumenti e luoghi d'interesse

### Architetture religiose
- Collegiata dei Santi Leonardo e Cassia
- Oratorio della Concezione
- Oratorio di Sant'Antonio
- Chiesa di Santa Maria ad Balnea
- Chiesa di San Paolo Converso a Celle sul Rigo
- Chiesa di San Michele Arcangelo a Fighine
- Chiesa di Santa Maria Assunta a Palazzone

### Architetture civili
- Torre di Celle sul Rigo: un tempo faceva parte del cassero del castello, che conserva tutt'oggi la sua singolare pianta quadrangolare a sostegno del centro storico che ora si sviluppa entro i suoi limiti.
- Portico della Ficoncella, costruito nel 1607 per volontà del granduca Ferdinando I de' Medici, oggi arricchisce e decora un centro termale del paese.
- Palazzo dell'Arcipretura, fu eretto nel 1552 da Giulio Parracciani, come ricorda la scritta che si estende nella striscia di travertino che attraversa l'intera facciata. I grandi ed eleganti spazi interni: composti da tre piani abitabili e da vaste cantine, furono sede, e lo sono tuttora, dell'Arciprete e delle autorità religiose cittadine. Dopo un recente restauro le cantine sono state adibite ad Oratorio Parrocchiale. Date le proprietà curative delle terme locali, importanti personalità europee vi si recavano per curarvisi: tra queste il Palazzo ospitò, nel 1769, il Granduca Pietro Leopoldo, futuro imperatore Leopoldo II d'Asburgo-Lorena.
- Palazzo Pretorio o Castello Turrito, una villa edificata nel 1911, di proprietà della famiglia dei Bologna. Situato tra Piazza della Repubblica e Piazza Giacomo Matteotti.

### Architetture militari
- Castello di Fighine, del XV secolo.

### Siti archeologici
L'8 novembre 2022, all'interno dello scavo archeologico di San Casciano dei Bagni, emerge un deposito di statue di età etrusca e romana composto da ventiquattro opere grandi, centinaia di opere più piccole oltre a migliaia di monete. Tutti i ritrovamenti sono databili tra il II secolo a.C. ed il IV secolo d.C.

## Società

### Evoluzione demografica
Abitanti censiti

San Casciano dei Bagni fa parte di:
- Città dell'olio[15]
- Città del vino[16]
- Città della Chianina
- I Borghi più belli d'Italia[17]
- Bandiera arancione[18]

### Etnie e minoranze straniere
Secondo i dati ISTAT al 31 dicembre 2009 la popolazione straniera residente era di 142 persone. Le nazionalità maggiormente rappresentate in base alla loro percentuale sul totale della popolazione residente erano:
- Romania 54 3,18%

## Geografia antropica

### Frazioni
Oltre al capoluogo, sono riconosciuti dallo statuto comunale due centri abitati con lo status di frazione:
- Celle sul Rigo (598 m s.l.m., 353 ab.)
- Palazzone (408 m s.l.m., 316 ab.)

Da segnalare anche le piccole località di Fighine, Ponte a Rigo, Sasso, Stabbiano e Stabbiano di Sotto.

## Infrastrutture e trasporti
Il colle su cui sorge San Casciano dei Bagni è situato a cavallo fra due importanti arterie stradali nazionali: a nord e a est il comune è connesso ai caselli sull'Autostrada A1 del Sole di Chiusi-Chianciano Terme e di Fabro (quest'ultimo in territorio umbro), entrambi situati in Val di Chiana a pochi chilometri di distanza; a ovest del comune scorre invece la SS2 Cassia, storica strada consolare che lo collega a nord con Siena e Firenze e a sud con Viterbo e Roma.

## Amministrazione
Di seguito è presentata una tabella relativa alle amministrazioni che si sono succedute in questo comune.
| Periodo        | Periodo        | Primo cittadino   | Partito                                                        | Carica  | Note   |
| -------------- | -------------- | ----------------- | -------------------------------------------------------------- | ------- | ------ |
| 13 giugno 1985 | 20 luglio 1990 | Giovanni Bondi    | Partito Comunista Italiano                                     | Sindaco | [ 19 ] |
| 20 luglio 1990 | 1º giugno 1992 | Giuliano Parretti | Partito Democratico della Sinistra, Partito Comunista Italiano | Sindaco | [ 19 ] |
| 29 luglio 1992 | 24 aprile 1995 | Fabiola Ambrogi   | Partito Democratico della Sinistra                             | Sindaco | [ 19 ] |
| 24 aprile 1995 | 14 giugno 1999 | Fabiola Ambrogi   | lista civica                                                   | Sindaco | [ 19 ] |
| 14 giugno 1999 | 14 giugno 2004 | Fabiola Ambrogi   | centro-sinistra                                                | Sindaco | [ 19 ] |
| 14 giugno 2004 | 8 giugno 2009  | Franco Picchieri  | centro-sinistra                                                | Sindaco | [ 19 ] |
| 8 giugno 2009  | 26 maggio 2014 | Franco Picchieri  | centro-sinistra                                                | Sindaco | [ 19 ] |
| 26 maggio 2014 | 27 maggio 2019 | Paolo Morelli     | centro-sinistra Per San Casciano dei Bagni                     | Sindaco | [ 19 ] |
| 27 maggio 2019 | in carica      | Agnese Carletti   | lista civica Scelgo San Casciano                               | Sindaco | [ 19 ] |